# Ždi menja
Ždi menja (Жди меня) è un film del 1943 diretto da Boris Ivanov e Aleksandr Borisovič Stoller.